# Libertad 8

El Café Libertad 8 es un local situado en la calle Libertad del barrio de Chueca, en Madrid (España). Abierto como café en 1975, desde entonces ha servido de escenario para artistas y cantautores.

## Historia
A finales del siglo XIX, el local de la calle Libertad fue una vaquería y más tarde una tienda de vinos frecuentada por tertulias políticas. Queda noticia de que en él tuvo espacio habitual la célula ferroviaria del PCE, cuya sede central se hallaba en otro edificio de esta calle, próximo a su vez a la de la CNT.

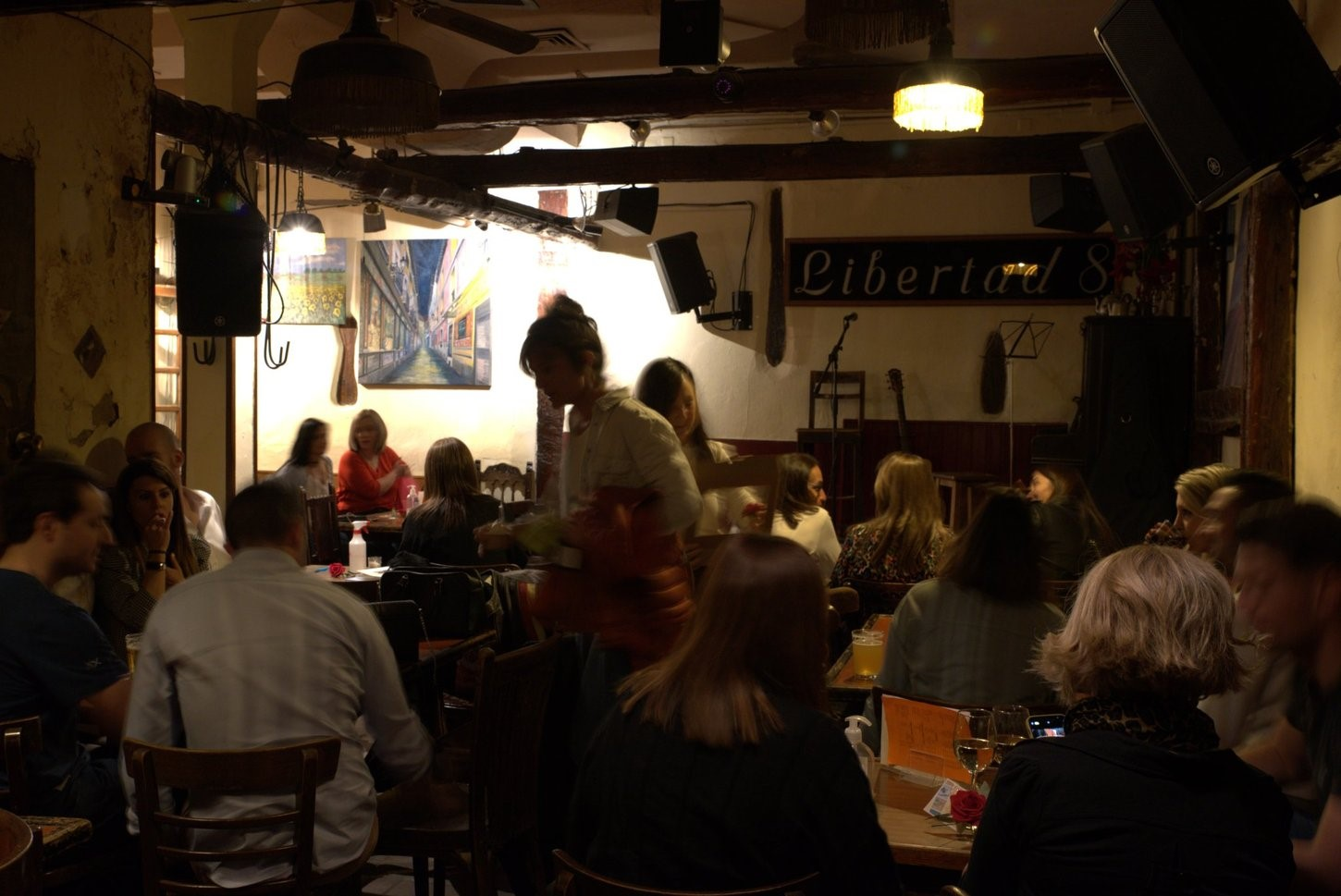
Interior del Libertad 8 durante un recital de poesía

A partir de 1993 su propietario, Ricardo del Olmo, puso el café a disposición de un grupo de músicos finiseculares, consiguiendo que el local se convirtiera en uno de los núcleos de la nueva canción de autor con la presencia más o menos habitual de Luis Pastor, Pedro Guerra, Jorge Drexler, Rosana, Ismael Serrano, Tontxu, Amaral,Izal, Gastelo, Andrés Suárez, Lichis, Carlos Chaouen, Marwán, Luis Ramiro, Juan Antonio Muriel, Laura Granados, Funambulista, Rozalén, Pedro Pastor o Kiko Tovar. Además de las actuaciones musicales, presenta actuaciones de cuentacuentos, monólogos, recitales de poesía, presentaciones de libros, tertulias y exposiciones de fotografía y pintura. Su planta en forma de 'L' tiene en una primera zona una barra y en una segunda parte, la dedicada a las actuaciones, mesas y un pequeño escenario con una pianola de principios de siglo, que sigue en uso.